# Benzál-klorid
A benzál-klorid szerves vegyület, halogénezett szénhidrogén, képlete C6H5CHCl2. Színtelen, könnyfakasztó folyadék, a szerves kémiai szintézisekben használják.
A benzál-kloridot a toluol gyökös klórozásával állítják elő, melynek első lépésében benzil-klorid keletkezik, illetve a reakciót tovább folytatva benzotriklorid állítható elő:
C6H5CH3  +  Cl2   →  C6H5CH2Cl +  HCl
C6H5CH2Cl  +  Cl2   →  C6H5CHCl2  +  HCl
C6H5CHCl2  +  Cl2   →  C6H5CCl3  +  HCl
A benzál-klorid nagy részéből hidrolízissel benzaldehidet állítanak elő:
C6H5CHCl2  +  H2O   →  C6H5CHO  +  2 HCl
Erős bázis hatására a benzál-kloridból fenilkarbén keletkezik.

## Fordítás
Ez a szócikk részben vagy egészben a Benzal chloride című angol Wikipédia-szócikk ezen változatának fordításán alapul.  Az eredeti cikk szerkesztőit annak laptörténete sorolja fel. Ez a jelzés csupán a megfogalmazás eredetét és a szerzői jogokat jelzi, nem szolgál a cikkben szereplő információk forrásmegjelöléseként.